# نصرت‌آباد (سیرجان)
نصرت‌آباد روستایی در دهستان محمودآبادسید بخش زیدآباد شهرستان سیرجان استان کرمان ایران است.

## جمعیت
بر پایه سرشماری عمومی نفوس و مسکن در سال ۱۳۹۵ جمعیت این مکان ۳٬۳۴۷ نفر (۹۱۴خانوار) بوده‌است.